# Aloe schilliana
Aloe schilliana é uma espécie de liliopsida do gênero Aloe, pertencente à família Asphodelaceae.